# Plaza del Castillo (Novela)
Plaza del Castillo es una novela de Rafael García Serrano publicada en 1951. Pertenece a la lista de las 100 mejores novelas en español del siglo XX, sin embargo la obra está injustamente descatalogada, por la militancia falangista de su autor.

## Sinopsis
La novela se desarrolla entre el 6 y el 19 de julio de 1936. Está estructurada en 14 capítulos. Cada uno de ellos corresponde a una jornada entre las fechas indicadas anteriormente.
La novela carece de personajes protagonistas. Sigue las vivencias de un numeroso grupo de personajes que aparecen brevemente retratados. También carece de un argumento lineal. Escenas de la fiesta de San Fermín se van sucediendo y entrelazando con sucesos relacionados con eventos relacionados con el inminente inicio de la guerra civil española.

## Contexto
Durante el inicio de la guerra civil española el autor participó en la ocupación de Pamplona. Se ambienta en la Plaza del Castillo, de dicha ciudad. Por lo tanto, la novela puede tener un cierto carácter autobiográfico.
En la novela, el autor toma partido por el bando nacional. Entremezcladas con el desarrollo de las fiestas patronales aparecen numerosas digresiones políticas. El autor ensalza a la juventud que apoya a este bando, y la retrata de una manera laudatoria.
Los caracteres son retratados de una manera vitalista y épica. La novela contiene numerosas referencias a los valores tradicionales y católicos. Al mismo tiempo, la triste y oscura sombra de la  guerra civil se intuye de una manera casi profética.
Por último, en la novela aparece también retratado el ambiente de una ciudad de provincias. Tiene especial énfasis el desarrollo de las fiestas, las relaciones entre los vecinos, que supera, en el desorden de la jarana, las barreras ideológicas. El ambiente de los grupos de amigos, la intensísima interacción social en los bares, las discusiones en los cafés, quedan ampliamente representadas. 
Eduardo García Serrano, hijo del autor, ha arremetido públicamente contra el jurista Jorge de Esteban, por el prólogo escrito de la edición de El Mundo, en el que denuesta al escritor falangista. Contrario sensu, el locutor manifestó el apoyo que brindó Francisco Umbral a que esta obra figurase en la colección "Las Mejores Novelas en Español del S.XX".